# یلنا چبوکینا
یلنا چبوکینا (روسی: Елена Васильевна Чебукина؛ زادهٔ ۱۱ اکتبر ۱۹۶۵) بازیکن والیبال اهل اتحاد جماهیر شوروی سوسیالیستی و روسیه بود.